# Northwest Territories
Northwest Territories (NWT) (dansk: Nordvest-territoriet) er et canadisk territorium, beliggende mellem Yukon i vest og Nunavut i øst, der er Canadas to andre territorier. I syd er der grænser mod British Columbia, Alberta, og Saskatchewan. Hovedstaden har siden 1967 været Yellowknife. Indbyggertallet er pr. 2006 på 41.464, og området har et areal på 1.346.106 km².
Nunavut var tidligere en del af Northwest Territories.
67°N 121°V / 67°N 121°V